# Idesta

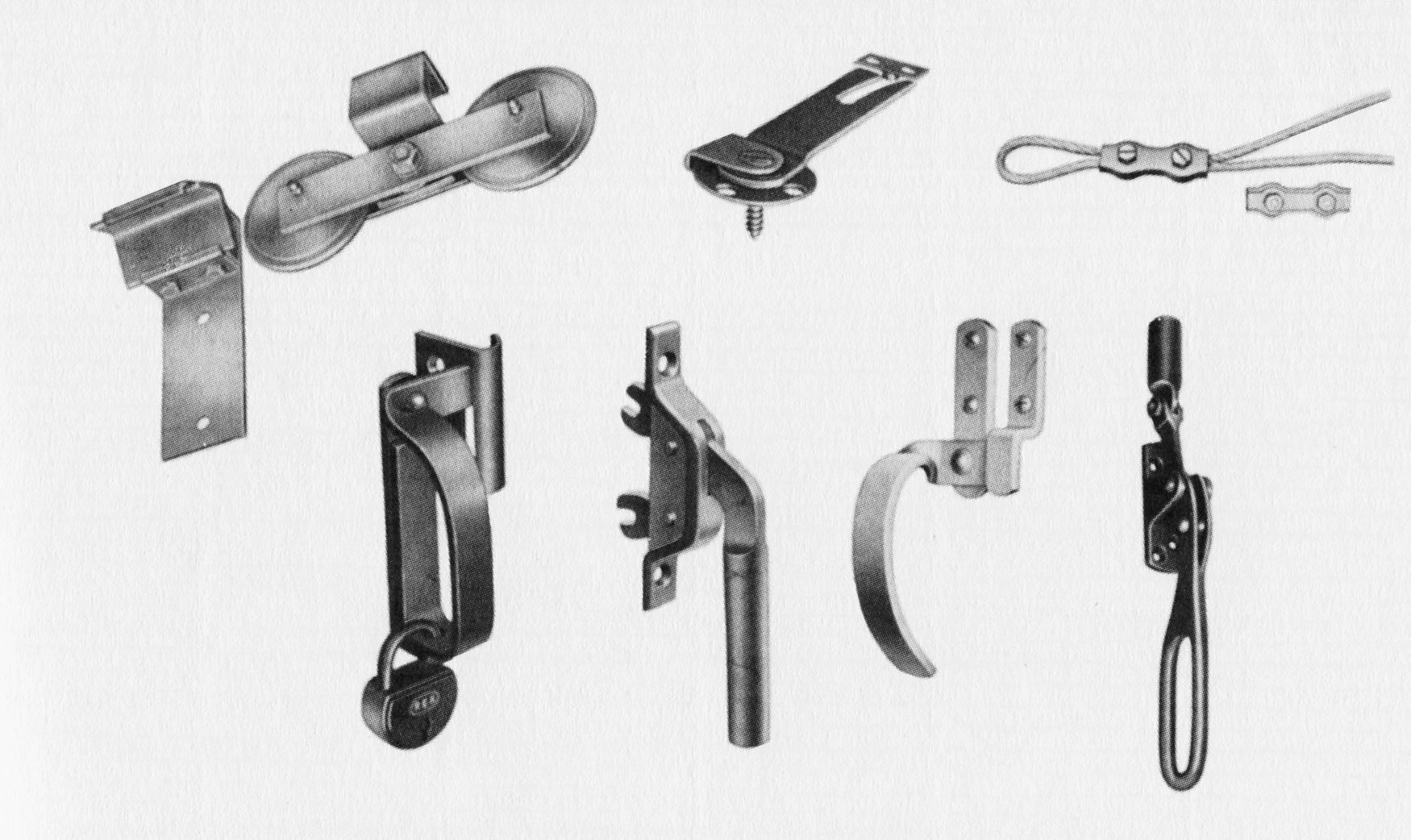
Ett urval av Idesta byggbeslag, 1950-tal.

Idesta är en familjeägd företagsgrupp som tillverkar bland annat storköksutrustning, entrépartier, stålkonstruktioner till byggsektorn, värmepumpar och dammluckor. Företaget har sitt säte i Eskilstuna och sina rötter i aktiebolaget Idesta som grundades 1929 av arkitekten Sigurd Lewerentz i Stockholm. 

## Historik

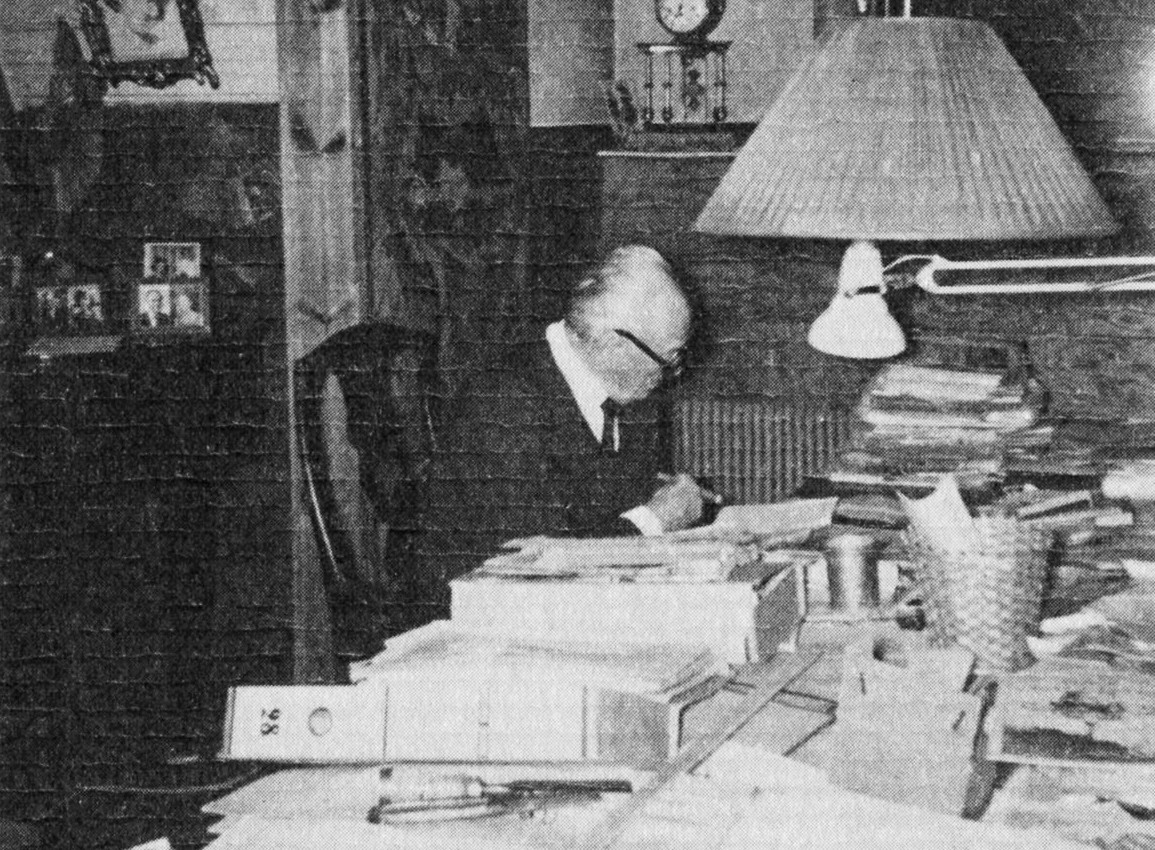
Sigurd Lewerwentz i sin lägenhet på fabriken i Eskilstuna, 1950-tal.

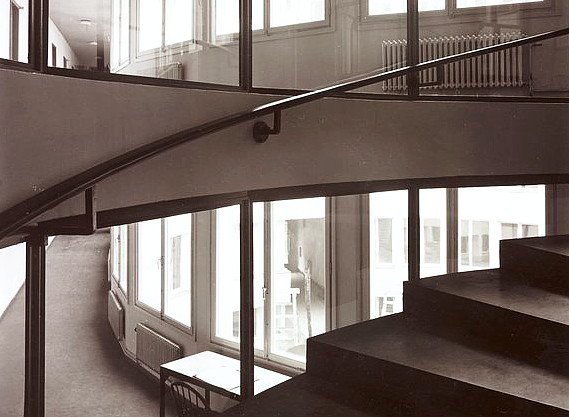
Glasparti i Riksförsäkringsanstalten.

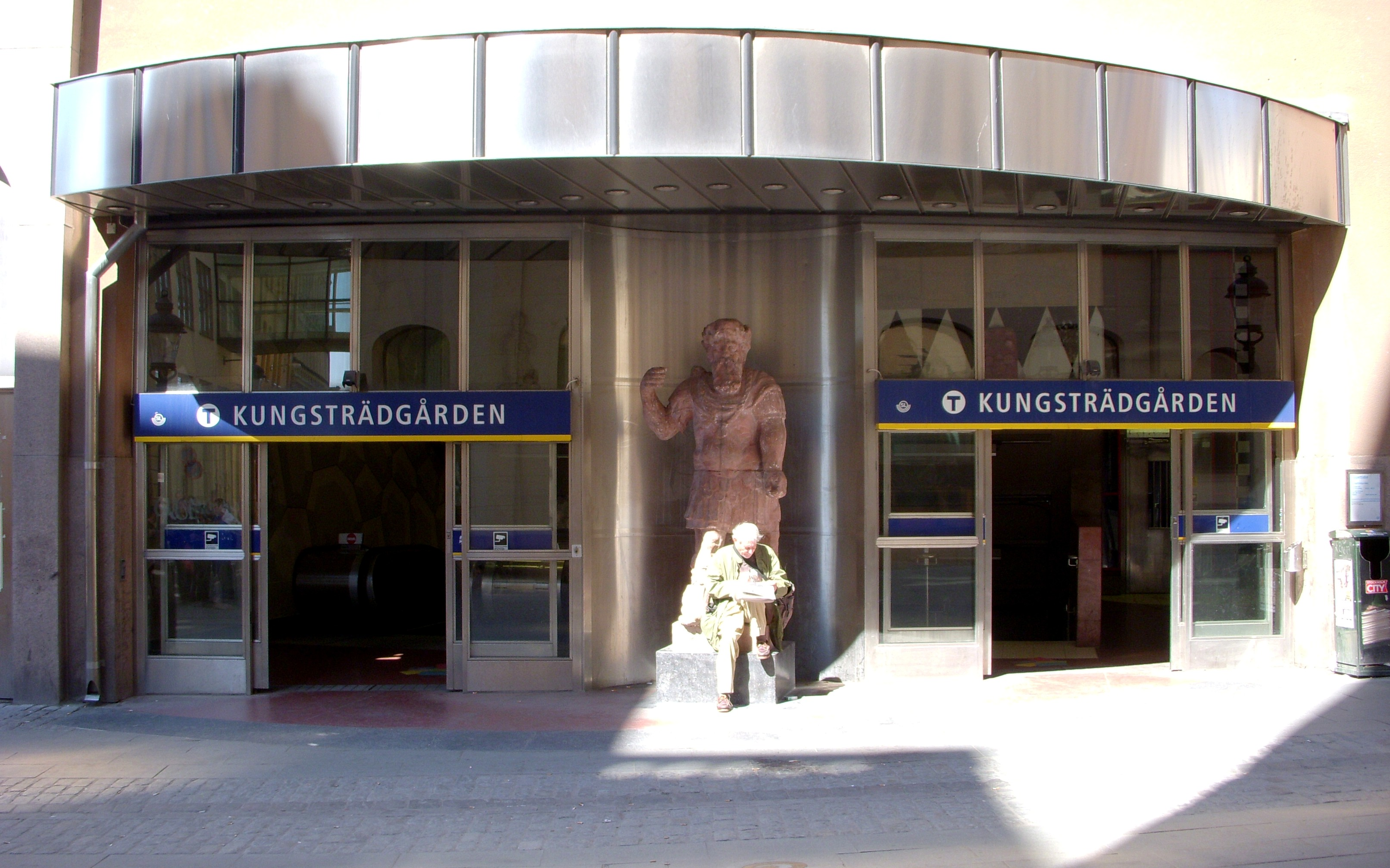
Entrepartier till station Kungsträdgården.

Namnet Idesta kommer från latin ”id est” vilket betyder ”det är”. Idesta bildades 1929 av arkitekten Sigurd Lewerentz och var då ett patenterat byggsystem som hade utvecklats av honom. Företaget hade specialiserat sig på  design av fönster, dörrar och glaspartier i metall och glas med smäckra, eleganta detaljer. Till produkterna hörde byggnadsbeslag som spanjoletter, lås, skjutdörrsbeslag, fönster- och dörrprofiler samt olika handtag och vred. Själva tillverkningen sköttes av ett annat företag. Ett av de första byggnaderna där system Idesta kom till användning var byggnaden för  Riksförsäkringsanstalten i Stockholm.
Vintern 1940 köpte Lewerentz en industrifastighet i Eskilstuna för att börja med egen tillverkning eftersom han inte var helt nöjd med kvalitén.  Till verksamheten knöt han AB Idesta och AB Blokk, det senare bildades  1930 med Lewerentz som delägare,  Blokk tillverkade 1930 bland annat Stockholmsutställningens reklammast.
År 1943 flyttade Lewerentz med familj in i en liten lägenhet i fabriken, varifrån han utvecklade Idesta-designen och skötte tillverkningen.  År 1956 överlämnade han ansvaret och driften av företaget till sonen Carl Lewerentz. 1968 förvärvade Idesta Svenska Stålprodukter och Stans- och verktygsfabriken som tillverkade rostfria produkter som kastruller och sjukvårdsartiklar. 
Företaget klarade sig bra tack vare att arkitektkollegerna föreskrev Idesta-produkter i sina projekt. Exempel härför var Peter Celsing (då anställd arkitekt vid Stockholms Spårvägar), som gav Lewerentz i uppdrag att formge och tillverka entrépartier, grindar och biljettkiosker till Stockholms tunnelbanas stationshus. Ett annat intressant uppdrag från 1950-talet var tillverkning och leverans av gatufasaden mot Wallingatan för Sven Markelius Folkets hus i Stockholm. Fasaden är en av Sveriges första curtain wall konstruktioner. Här fick Lewerentz ändra en hel del innan fasaden med sina skjutbara Idesta-fönster var på plats.

## Företaget efter Lewerentz
År 1984 sålde Carl Lewerentz Idesta till Berema, ett bolag inom Atlas Copco koncernen, som sedan förvärvades av IK Partners (tidigare Industri Kapital) 1989. 1993 delades verksamheten upp i Idesta-kök och Idesta-byggsystem, som 1998 såldes till Nyge Aero Norden AB och 1999 till Coldator. År 2000 förvärvades bolaget av familjen Wahlström.